# 25043 Fangxing
25043 Fangxing là một tiểu hành tinh vành đai chính được tìm thấy ngày 17 tháng 8 năm 1998 bởi Nhóm nghiên cứu tiểu hành tinh gần Trái Đất phòng thí nghiệm Lincoln ở Socorro.